# John Foxe
Pour les articles homonymes, voir Foxe.
John Foxe est un ecclésiastique et théologien anglais, né en 1516 à Boston (Lincolnshire) et mort le 18 avril 1587 à Londres.

## Biographie
Pour son intérêt pour la doctrine naissante de Martin Luther, Foxe fut rejeté par l’Église anglicane, qui fit de lui un exilé. Il fut alors forcé de se retirer dans la ville suisse de Bâle, où il devint correcteur d’imprimerie.
Il ne rentra dans sa patrie qu’après la mort de la reine catholique Marie Ire d'Angleterre. Le duc de Norfolk, que Foxe avait élevé, devint son protecteur et lui procura une prébende. Cependant, il fut toujours rejeté par l’Église anglicane.
Son écrit le plus célèbre est Livre des Martyrs (Londres, 1563, 1634 et 1850), qui raconte l’histoire de toutes les sectes, dans le sens de minorité religieuse, qui ont combattu les idées de l’Église catholique romaine depuis le Xe siècle. Ce livre énorme est souvent appelé le Livre des Martyrs et est aussi appelé, par les catholiques, la "Légende dorée de Foxe". Il y a aussi sa biographie, écrite par son fils, Samuel Fox.  (ISBN 1417946113)